# Caolinite
La caolinite (simbolo IMA: Kln) è un minerale del gruppo della caolinite-serpentino e, al suo interno, del gruppo della caolinite; appartiene alla famiglia dei "silicati" e possiede composizione chimica Al2Si2O5(OH)4. Da un punto di vista chimico è un idrossilicato di alluminio e strutturalmente appartiene ai fillosilicati.
La caolinite possiede tre polimorfi: dickite, halloysite e nacrite.

## Etimologia e storia
Il minerale è stato chiamato in questo modo nel 1637 da Song Yingxing in onore dell'antica località cinese Gaoling (高岭) che significa 'colline alte', con riferimento alla regione presso Jingdezhen, nella provincia cinese di Jiangxi, che, già sotto la Dinastia Tang (618 - 907 d.C.), contava numerosi forni per la ceramica.
La caolinite è stata descritta per la prima volta nel 1807 da Alexandre Brongniart, chimico e zoologo francese (1770-1847), collaboratore del naturalista Georges Cuvier.

## Classificazione
La classica nona edizione della sistematica dei minerali di Strunz, aggiornata dall'Associazione Mineralogica Internazionale (IMA) fino al 2009, elenca la caolinite nella classe "9. Silicati (germanati)" e da lì nella sottoclasse "9.E Fillosilicati"; questa è più finemente suddivisa in base alla struttura del minerale, in modo tale da trovare la caolinite nella sezione "9.ED Fillosilicati con strati di caolinite composti di reti di tetraedri e ottaedri" dove forma il sistema nº 9.ED.05 insieme a dickite, nacrite, pianlinite (non più riconosciuta come specie minerale indipendente) e zinalsite (ora conosciuta con il nome di fraipontite).
Tale classificazione resta invariata anche nell'edizione successiva, proseguita dal database "mindat.org" e chiamata Classificazione Srtrunz-mindat: qui nel sistema nº 9.ED.05 ci sono la nacrite, la dickite e l'odinite.
Nella Sistematica dei lapis (Lapis-Systematik) di Stefan Weiß la caolinite si trova nella classe dei "silicati" e nella sottoclasse dei "fillosilicati", qui è nella sezione dei "silicati stratificati simili alla mica con elementi costitutivi [Si4O10]4- e strutture correlate; gruppo della caolinite" dove forma il sistema nº VIII/H.25 insieme a nacrite, dickite e ai minerali della serie dell'halloysite (halloysite e idrohalloysite).
Anche la classificazione dei minerali secondo Dana, usata principalmente nel mondo anglosassone, elenca la caolinite nella famiglia dei "silicati", qui è nella classe dei "minerali fillosilicati" e nella sottoclasse dei "fillosilicati: strati di anelli a sei elementi con strati 1:1", dove forma il "gruppo della caolinite" con il numero di sistema 71.01.01 insieme a dickite, nacrite, halloysite, endellite e odinite.

## Abito cristallino
La caolinite cristallizza nel sistema triclino nel gruppo spaziale P1 (gruppo nº 1) con i parametri di cella a = 5,13 Å, b = 8,89 Å, c = 7,25 Å, α = 90°, β = 104,5° e γ = 89,8°, oltre a 1 unità di formula per cella unitaria.

## Origine e giacitura
La caolinite sostituisce altri minerali alluminosilicati durante l'alterazione idrotermale e l'erosione; è anche un costituente comune della frazione argillosa dei sedimenti, dove può formarsi per precipitazione diretta. La paragenesi è con feldspato, muscovite e quarzo.
La caolinite è un minerale molto comune e sono moltissime i siti dove è stato ritrovato. Qui si menziona solo la sua località tipo, la miniera di "Gaoling" nello Jingdezhen (Cina).

## Forma in cui si presenta in natura
La caolinite raramente si presenta sotto forma di cristalli, sottili lamellari o accatastati, di dimensioni fino a 2 mm; la si trova più comunemente sotto forma di microscopiche placche pseudoesagonali e gruppi di placche, aggregate in masse compatte, simili all'argilla.
Il minerale è da traslucido a opaco con lucentezza da grassa, a perlacea, a terrosa. Il colore va dal bianco al crema e al giallo pallido, spesso macchiato in varie tonalità, tra cui è piuttosto comune il marrone chiaro; il colore dello striscio è bianco o più chiaro del campione preso in esame.